# میدان شتله
میدان شتله (انگلیسی: Place du Châtelet) یک میدان عمومی در شهر پاریس، فرانسه است که درمابین منطقه ۱ و منطقه ۴ پاریس قرار دارد.
این میدان که در سال ۱۸۱۰ تاسیس شده ساختمان‌های مهمی همچون تئاتر دو شاتله و تماشاخانه شهر در کنار آن قرار دارند. ایستگاه شتله نزدیک‌ترین ایستگاه مترو به این میدان است.